# Grafit
Grafit, chemický vzorec C, je šesterečný nekovový minerál. Starší, stále běžně používaný název pro grafit je tuha.

## Etymologie
Grafit pojmenoval v roce 1789 Werner, z řeckého grafein – psát (tedy kámen sloužící ke psaní).

## Vznik
Tvoří pigment ve vápencích a jílovitých břidlicích. Ložiska grafitu vznikají při přeměně usazených hornin ze zbytků organických látek a tvoří vrstvy nebo čočkovitá tělesa v rulách, svorech, fylitech nebo mramorech. Může být také magmatického původu – nalézá se v pegmatitech.

## Morfologie
Tvoří šupinky, ploténky, sférické agregáty, zemité výplně. Krystaly se vyskytují v přírodě vzácně, mají tvar hexagonálních tabulek.

## Vlastnosti
- Fyzikální vlastnosti: Píše po papíře, otírá se o prsty (má tvrdost 1), na omak mastný, hustota 2,1–2,3 g/cm³ (kolísá vlivem příměsí), štěpnost dokonalá podle {0001}, lom nerovný. Bod tání je cca 3000 °C. Dobře vede elektrický proud. (Elektrická vodivost grafitu dána jeho strukturou.)
- Optické vlastnosti: Barva: černá, tmavě až ocelově šedá. Vryp je tmavě ocelově šedý a lesklý. Průhlednost: neprůhledný. Lesk: kovový až matný.
- Chemické vlastnosti: Tvořen uhlíkem (jde v podstatě o zvrstvený grafen) s příměsemi H, N, CO2, CH4, SiO2 aj. V kyselinách je nerozpustný, reaguje pouze s HNO3 při povaření.

## Polymorfie
- chaoit
- diamant
- lonsdaleit

## Využití
Díky vlastnostem je velmi široké.
- Užívá se k psaní – tuha v tužkách je vypálená směs grafitu a jílovitých minerálů.
- Tzv. uhlíky jsou součástí mechanických komutátorů v elektromotorech.
- Grafit slouží jako moderátor v některých typech jaderných reaktorů.
- V metalurgickém průmyslu se vzhledem k jeho značné tepelné odolnosti z něho vyrábějí tavicí kelímky, vyzdívky nístěje vysoké pece; jako separátor slouží na vymazávání slévárenských forem.
- Z grafitu se vyrábějí elektrody pro elektrolytickou výrobu hliníku nebo křemíku, elektrody do obloukových pecí na výrobu oceli.
- Je součástí suchých i olejových maziv (plastické mazivo s grafitem).
- Je hlavní součástí záporných elektrod lithium-iontových baterií.
- Je náplní grafitové pumy, neletální zbraně. Grafitové částečky jsou přitahovány k elektrickému vedení a obvykle rychle ničí pojistky elektrických rozvoden. Možnosti a účinnost univerzální pumy s grafitovou submunicí byly poprvé ověřeny ve válce v Perském zálivu v roce 1991.[2]

## Těžba a naleziště
V roce 2018 se nejvíce grafitu těžilo v Číně (630 000 t, tzn. 68 % světové těžby), dále v Brazílii (95 000 t), Kanadě (40 000 t), Indii (35 000 t), Mosambiku (20 000 t) a na Ukrajině (20 000 t).
Naleziště v Česku:
- Český Krumlov, Bližná, Černá v Pošumaví, Koloděje nad Lužnicí, Staré Město pod Sněžníkem, Velké Tresné

Světová ložiska:
- Německo – v okolí Pasova magmatická ložiska, v pohoří Harz metamorfní ložiska;
- USA – státy Alabama, New Jersey, New York;
- Rusko – Tunguzská oblast na Sibiři;
- Kanada – provincie Québec žilná ložiska;
- Srí Lanka – žilná ložiska;
- Madagaskar – metamorfní ložiska
- a další